# Denis Petrov
Denis Aleksejevitsj Petrov (Russisch: Денис Алексеевич Петров) (Leningrad, 3 maart 1968) is een Russisch voormalig kunstschaatser. Petrov en zijn toenmalige echtgenote Jelena Betsjke namen in 1992 met het gezamenlijk team, bestaande uit de voormalige Sovjet-republieken, deel aan de Olympische Winterspelen in Albertville. Ze wonnen er de zilveren medaille bij de paren.

## Biografie
Petrov werd in 1987 door zijn coach Tamara Moskvina gekoppeld aan Jelena Betsjke, die eerder schaatste met Valeri Kornijenko. In 1989 namen Betsjke en Petrov voor het eerst deel aan de wereldkampioenschappen; ze veroverden meteen de bronzen medaille, wat tevens hun enige WK-medaille zou blijven. Ze wonnen twee zilveren medailles bij de Europese kampioenschappen in 1991 en 1992, veroverden in 1992 de nationale titel en bemachtigden olympisch zilver bij de Olympische Winterspelen in Albertville. Ze beëindigden vervolgens hun carrière als amateurs. Betsjke en Petrov, die van 1990 tot 1995 gehuwd waren, gingen verder als professionals. Na vier keer zilver bij de WK voor professionals wonnen de twee in 1996 goud. Drie jaar later volgde een vijfde zilveren medaille. In 2000 stopten ze de samenwerking. Hoewel het contact goed was, verwaterde dit later toch. Hij huwde in 2005 met de Chinese kunstschaatsster Chen Lu. Samen hebben ze een zoon (2006) en een dochter (2009). Het gezin woont in Shenzhen.

## Belangrijke resultaten
1987-1992 met Jelena Betsjke (tot 1992 voor de Sovjet-Unie uitkomend)
| Kampioenschap           | 87/88 | 88/89 | 89/90 | 90/91  | 91/92  |
| ----------------------- | ----- | ----- | ----- | ------ | ------ |
| Olympische Spelen       |       |       |       |        | Zilver |
| Wereldkampioenschap     |       | Brons |       | 4e     | 4e     |
| Europees kampioenschap  |       |       |       | Zilver | Zilver |
| Nationaal kampioenschap | 4e    | 4e    | 4e    | Brons  | Goud   |